# Ludwik Iwaszko
Ludwik Antoni Iwaszko (ur. 24 marca 1894 we Lwowie, zm. 22 czerwca 1975 w Warszawie) – podpułkownik artylerii Wojska Polskiego.

## Życiorys
Urodził się w rodzinie Emila. Miał dwie siostry Bronisławę i Marię oraz trzech braci: Stanisława, Józefa i Władysława. Jego bratankiem był Jan Iwaszko (1921–2015), pułkownik Wojska Polskiego.
Uczył się w Filii C. K. Gimnazjum w Stryju, gdzie w 1914 ukończył VIII klasę i zdał egzamin dojrzałości (w jego klasie byli m.in. Wiktor Pikulski, Władysław Tadeusz Podoski, Zdzisław Stroński). Następnie wyjechał do Krakowa, gdzie rozpoczął studia na Wydziale Prawa Uniwersytetu Jagiellońskiego oraz równoległe na Akademii Handlowej. W lipcu 1914 po wybuchu I wojny światowej wskutek mobilizacji został wcielony do armii austriackiej i jako kadet 13 pułku piechoty walczył na froncie francusko-włoskim i rosyjskim, gdzie został ranny i 31 sierpnia 1915 wzięty do niewoli. Uciekł z miejsca internowania i w wiejskim przebraniu dotarł najpierw do Rumunii, a potem na ziemie polskie i powrócił do armii austriackiej. Z dniem 1 stycznia 1916 został mianowany podporucznikiem rezerwy artylerii. W 1918 jego oddziałem macierzystym był 119 pułk artylerii polowej.
W dniu 31 października 1918 był jednym z organizatorów rozbrajania w Krakowie żołnierzy austriackich, sam również uczestniczył rozbrojeniu krakowskiego odwachu. Dwa dni później został dowódcą pociągu pancernego, którym wyruszył walczyć w obronie Lwowa. Za waleczność otrzymał Krzyż Obrony Lwowa. W 1920 walczył w wojnie polsko-bolszewickiej. 19 stycznia 1921 roku został zatwierdzony z dniem 1 kwietnia 1920 roku w stopniu porucznika, w artylerii, w „grupie oficerów byłej armii austro-węgierskiej”. Rok później jako ochotnik brał udział w III powstaniu śląskim.
3 maja 1922 roku został zweryfikowany w stopniu kapitana ze starszeństwem z dniem 1 czerwca 1919 roku i 283. lokatą w korpusie oficerów artylerii, a jego oddziałem macierzystym był 7 pułk artylerii polowej. W następnych latach kontynuował służbę w 7 pap w Częstochowie. W 1928 służył w 1 pułku artylerii ciężkiej w Modlinie na stanowisku pełniącego obowiązki dowódcy III dywizjonu. 2 kwietnia 1929 został awansowany do stopnia majora ze starszeństwem z dniem 1 stycznia 1929 roku i 2. lokatą w korpusie oficerów artylerii. W marcu 1931 roku został przeniesiony do 9 pułku artylerii lekkiej w Białej Podlaskiej na stanowisko kwatermistrza. W czerwcu 1933 został przesunięty na stanowisko dowódcy dywizjonu. W sierpniu 1935 został przeniesiony do 26 pułku artylerii lekkiej w Skierniewicach na stanowisko kwatermistrza pułku. Obowiązki na tym stanowisku wykonywał do 21 września 1937. Następnie pełnił służbę na stanowisku komendanta Obozu Ćwiczeń Biedrusko.

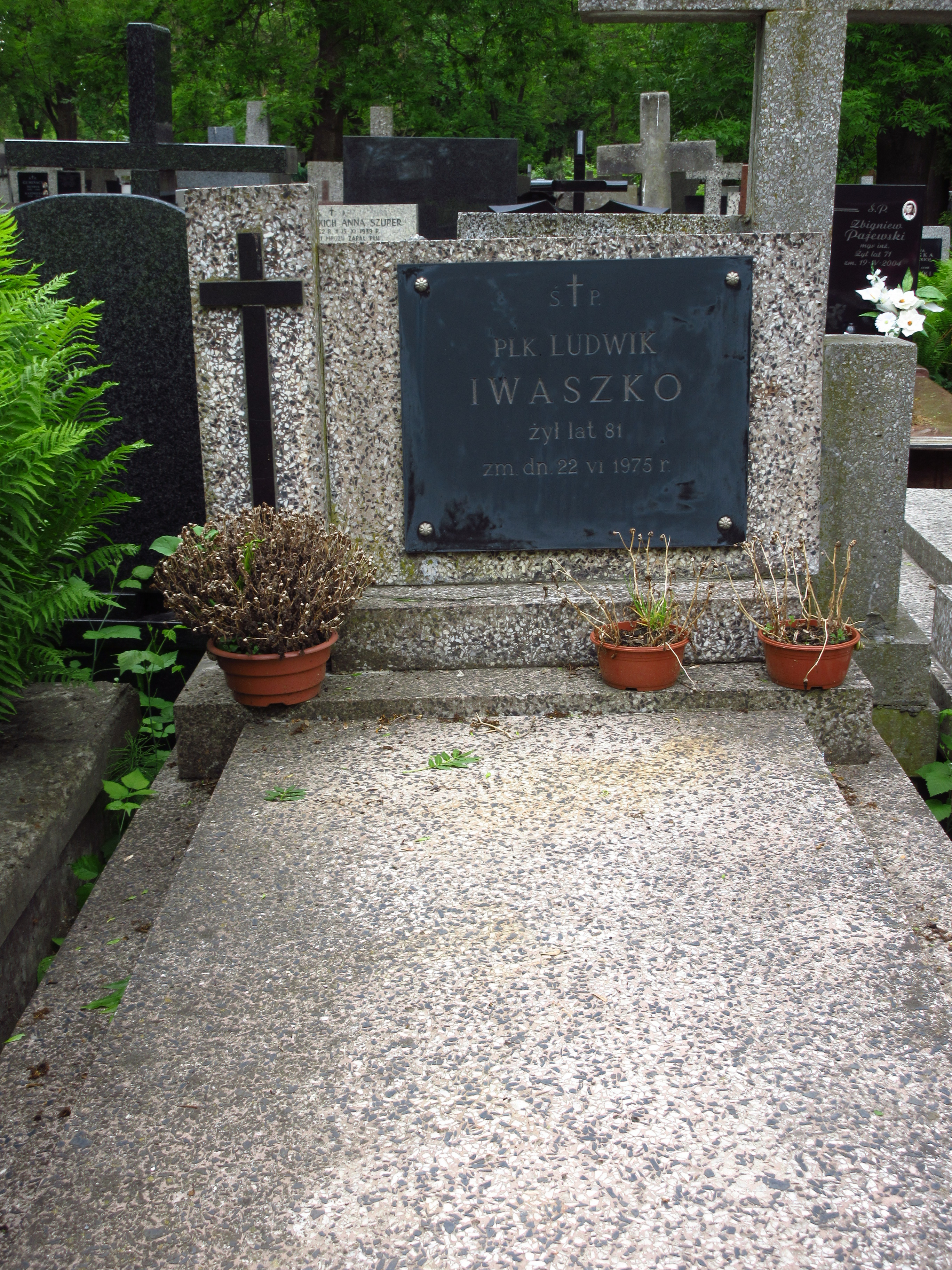
Grób pułkownika Ludwika Iwaszki na Cmentarzu Bródnowskim.

20 października 1939 został internowany na Węgrzech, więziono go do 5 stycznia 1945, kiedy to został aresztowany przez Gestapo. Do Polski wrócił w czerwcu 1945, natychmiast zgłosił się do Wojska Polskiego. 20 października 1945 awansował do stopnia podpułkownika, do rezerwy został przeniesiony 22 lutego 1946. Zmarł 22 czerwca 1975 w Warszawie. Został pochowany na cmentarzu Bródnowskim (kw. 110 O–1-29).
26 września 2007 Rada Miasta Krakowa podjęła uchwałę nr XXI/274/07 w sprawie nadania nazwy ulicy Ludwika Iwaszki – projektowanemu przedłużeniu ul. Strzelców w Dzielnicy III Prądnik Czerwony i Dzielnicy IV Prądnik Biały, od ul. Powstańców do al. 29 Listopada.

## Ordery i odznaczenia
- Medal Niepodległości – 2 sierpnia 1931 roku „za pracę w dziele odzyskania niepodległości”[17]
- Krzyż Obrony Lwowa